# 1, 2 oder 3

Ehemaliges Logo

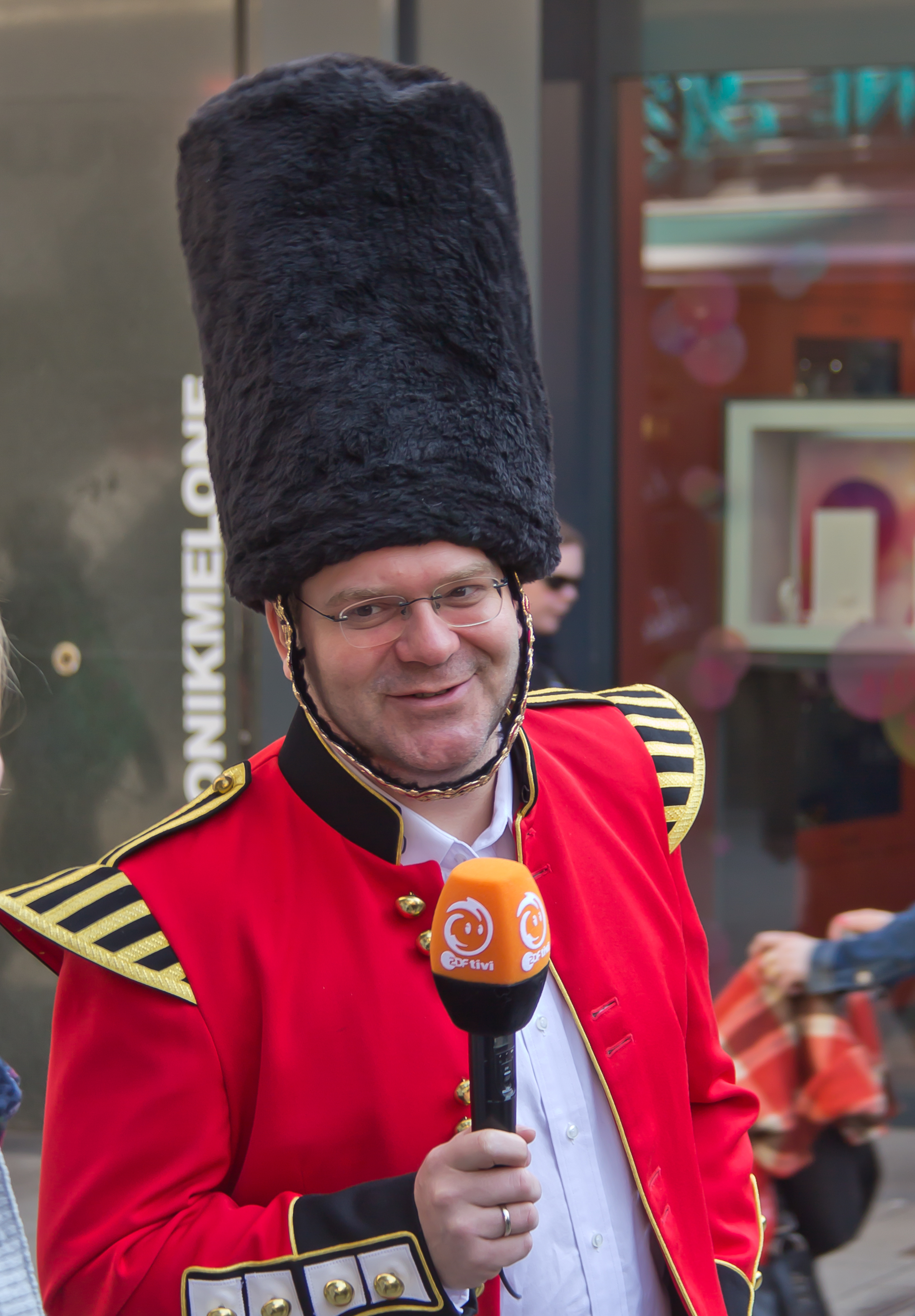
Moderator Elton interviewt auf der Hohe Straße in Köln Passanten für 1, 2 oder 3 (2012)

1, 2 oder 3 ist eine Quizshow für Kinder, die im ZDFtivi, KiKA und okidoki auf ORF 1 (bis 2006 auch SF) ausgestrahlt wird. Die Erstausstrahlung fand am 4. Dezember 1977 im ORF statt, am 10. Dezember 1977 folgte das ZDF. Seit 2008 ist die aktuelle Folge sieben Tage lang auch auf der Website zu sehen.

## Geschichte
Das Konzept der Sendung stammt aus den USA. Dort wurde die Sendung von 1972 bis 1973 unter dem Titel Runaround von NBC Networks produziert. Von 1975 bis 1981 lief sie unter diesem Titel auch im Vereinigten Königreich, produziert von Southern Television für ITV. Die Version für die Niederlande hieß Ren je Rot und wurde von der TROS von 1973 bis 1983 ausgestrahlt.
Der Kern des Konzepts wurde für die deutsche Ausgabe übernommen und die Spielregeln modifiziert. 1, 2 oder 3 gilt als die erste echte Kindershow im deutschen Fernsehen.
Der erste Moderator war Michael Schanze, der von 1977 bis 1985 durch 59 Sendungen führte. Er verhalf der Sendung, die damals im Samstagnachmittag-Programm des ZDF lief, zu großer Popularität – nicht zuletzt durch sein selbstgesungenes Titellied (1, 2 oder 3… Du musst Dich entscheiden, 3 Felder sind frei…) und das deutliche Plopp (der Zeigefinger wird zur Erzeugung des Ploppgeräuschs schnell seitlich aus der angespannten Mundhöhle geführt) als Stopp-Signal in den Raterunden.
In der allerersten Sendung gab es einen Fehler: Auf die Frage „Welches Gas befindet sich überwiegend in einem von einem Menschen aufgeblasenen Luftballon?“ wurde als Antwort Kohlendioxid angegeben, richtig wäre aber Stickstoff gewesen. Dies wurde in der Sendung zum zehnjährigen Jubiläum durch erneutes Stellen der Frage und späteres Bekanntgeben des Fehlers aufgeklärt. Einer der Kandidaten, der damals auf dem Feld für CO2 gestanden hat, brachte symbolisch den Ball zurück, den er damals bekommen hatte.
Später lief die Sendung am Sonntag bei Sonntags Nach-Tisch.
Michael Schanze wurde 1985 von Birgit „Biggi“ Lechtermann abgelöst, die die Sendung bis 1995 zehn Jahre lang moderierte. Als Maskottchen der Sendung wurden die Drollinge eingeführt, drei Enten die zunächst als Zeichentrickfiguren in Einspielern zu sehen waren, später als Kostümfiguren auftraten. Rolf Zuckowski komponierte ein neues Titellied, und der heutige Slogan 1, 2 oder 3 – letzte Chance – vorbei! ersetzte das Plopp-Kommando.
Von 1995 bis Ende 2005 moderierte Gregor Steinbrenner die Sendung. Der Drache Fauchi war damals Partner des Moderators im Studio. Zusammen mit dem Bären Ted Tatze und der Robbe Piet Flosse bildeten sie die drei Maskottchen der Sendung. 2002 stellte Gregor Steinbrenner im Rahmen des 25-jährigen Jubiläums einen Rekord im Dauerquizzen auf: Am Strand von St. Peter-Ording moderierte er 25 Stunden lang ohne Unterbrechung 1, 2 oder 3. 11.040 Kandidaten beantworteten die 1.364 Fragen und erspielten 9.022 Punkte, die, in Euro umgewandelt, als Spende der Deutschen Sportjugend zugutekamen. Steinbrenners Nachfolger wurde der Radiomoderator Daniel Fischer, der die Sendung von Ende 2005 bis Oktober 2010 präsentierte. Am 16. Oktober 2010 übernahm der aus TV total bekannte Elton die Moderation der Sendung.
Seit Mai 2009 gibt es 1, 2 oder 3 auch als mobile Bühnenshow. Die Pilotshow fand in Hückeswagen am 17. Mai 2009 statt.
Im April 2011 erfolgte ein Bühnenbild- sowie Grafik- und Designrelaunch.

## Kandidatenauswahl
In jeder Sendung treten drei Mannschaften gegeneinander an: ein Team aus Deutschland, eines aus Österreich und ein Team aus einem dritten Land. Bis Ende 2006 kam das dritte Team immer aus der Schweiz, aktuell reist das dritte Team jede Woche aus einem anderen Land an. Jede Mannschaft besteht aus einem gemischten Team aus drei Kindern (zwei Jungen und ein Mädchen oder umgekehrt), welche die vom Moderator gestellten Fragen beantwortet, in dem diese beim Aufruf „1, 2 oder 3 – letzte Chance – vorbei“ auf einem der jeweiligen drei Antwortmöglichkeiten zugewiesenen Feld stehen bleiben. Damit die Spieler einen möglichst einheitlichen Kenntnisstand haben, treten immer Schüler einer vierten oder fünften Klasse gegeneinander an. Die Sendeanstalten ZDF und ORF verfolgen bei der Kandidatenauswahl unterschiedliche Ansätze: In beiden Fällen können sich sowohl ganze Klassen als auch einzelne Kinder der Klassenstufe 3, 4 und 5 als Kandidaten bewerben. Teilnehmen dürfen die Kinder aber erst in der 4. Klasse. Nach der Auslosung überlässt es das ZDF aber ganz der Klasse, welche 3 Kinder ausgewählt werden, während der ORF innerhalb der Klasse ein kleines Casting veranstaltet.

## Spielprinzip
Die Fragen jeder Sendung haben ein bestimmtes Schwerpunktthema. Der Moderator gibt pro Frage drei mögliche Antworten vor, die zusätzlich durch Cartoons auf Bildschirmen visualisiert werden. Um zu antworten, müssen die Kinder auf das richtige Antwortfeld vor dem Symbol springen. Um den Mitspielern dadurch aber nicht die Antwort zu verraten, wechseln die Kandidaten so lange zwischen den Feldern hin und her, bis der Moderator „1, 2 oder 3, letzte Chance… vorbei!“ ruft (früher: „Aufgepasst auf mein Plopp, denn Plopp heißt Stopp“.). Erst beim Vorbei gilt die Antwort, danach ist kein Wechsel mehr möglich. Mit den Worten „Ob ihr wirklich richtig steht, seht ihr, wenn das Licht angeht.“ (in den Anfangsjahren „Ob ihr recht habt oder nicht, sagt euch gleich das Licht.“) wird das richtige Antwortfeld mit einem Feuerwerk erleuchtet und die Lösung verraten. Wer die Antwort wusste, wurde früher mit einem Punkt in Form eines Balls belohnt, und wer sogar als einziger Kandidat richtig lag, durfte sich seit vielen Jahren noch einen Extra-Ball nehmen. Von 2010 bis 2017 wurden nur Punkte vergeben, und seit 2017 wird wieder mit Bällen gespielt. Von 2005 bis 2010 konnten die Teams auch für eine Frage ihren Piet setzen. Dieser nach dem Maskottchen Piet Flosse benannte Joker verdoppelte die Punktzahl bei einer richtigen Antwort.
Immer wieder helfen Experten, die als Gäste ins Studio geladen werden, komplizierte Fragen anschaulich zu erklären. Aber auch Demonstrationen und Experimente zu Themen aus Naturwissenschaft, Sport oder Technik helfen den Kindern, komplexe Sachverhalte zu verstehen.
Beim großen Finale erhielt das Kandidaten-Team, das die meisten Bälle erspielt hat, den 1, 2 oder 3-Lego-Pokal früher und heute einen 1, 2 oder 3-Pokal sowie einen Zuschuss von 300 Euro (bis 2002: 500 DM) für die Klassenkasse, wobei die Zweit- und Drittplatzierten 200 bzw. 100 Euro erhalten. Außerdem bekommt jedes Kind ein Paket mit Überraschungen.
Einige Zeit lang wurde auch ein Tagessieger geehrt. Dabei handelte es sich um den Einzelkandidaten, der am meisten Bälle erspielt hatte. Dieser erhielt einen speziellen Preis. Bei Sendungen, welche im Lego-Land aufgezeichnet wurden, gehörte dazu ein blauer Lego-Elefant, welcher dem Träger das dauerhafte Recht auf den Besuch des Vergnügungsparks zusicherte.
Einzigartig in der deutschsprachigen Fernsehlandschaft ist seit Beginn das Kamerakind. Jede Woche bedient ein Kind während der Aufzeichnung eine Fernsehkamera und nimmt eigene Fernsehbilder auf. Diese werden in der Sendung eingespielt und mit einem Rahmen gekennzeichnet, damit sie auch für die Zuschauer als vom Kamerakind gemachte Aufnahmen erkennbar sind.
Von 2002 bis 2010 konnte man auch interaktiv von zu Hause aus mitspielen. Dazu wählte man die Teletext-Seite 549 und drückte bei jeder Aufgabe die farbigen Knöpfe (rot = Antwort 1, gelb = Antwort 2, blau = Antwort 3) auf der Fernbedienung, allerdings war dies nicht bei allen Fernsehgeräten möglich. Nach jeder Antwort wurde der individuelle Punktestand angezeigt. Wenn man genauso viel wie oder mehr Fragen als die Kandidaten im Studio richtig beantwortet hatte, wurde am Ende der Sendung ein Lösungswort eingeblendet. Dieses Lösungswort konnte per Internet oder Postkarte eingeschickt werden und nahm an der Verlosung von Preisen teil. Technisch basierte diese Mitspielvariante darauf, dass jeder Tastendruck auf eine andere Teletext-Seite verwies.

## Derzeitige Sendung
Von 12. November 2005 bis Herbst 2010 wurde die Sendung von Daniel Fischer moderiert, der am 30. Juni 2007 auch die 600. Sendung präsentierte. Seit dem 16. Oktober 2010 wird die Sendung von Elton moderiert. Der aktuelle Titelsong stammt von Stefan Raab.
Nach dem Ausstieg des Schweizer Fernsehens aus der Sendung Ende 2006 kommt mittlerweile das dritte Team in jeder Folge aus einem anderen Land. Es waren unter anderem bereits Kinder aus Namibia, Griechenland, Georgien, Finnland, Italien, dem Libanon, Russland, der Türkei oder den USA dabei, um gegen die Teams aus Deutschland und Österreich anzutreten.
Seit 2002 steht neben dem Moderator auch die blaue Robbe Piet Flosse im Rampenlicht: Im Studio unterstützt Piet die Kandidaten und ehrt am Ende die Sieger. In kleinen Filmen erlebt die sprechende Großpuppe spannende Abenteuer rund um die Studio-Themen. Meistens spielt in den gezeigten Sketchen Alexander Königsmann mit. Vor Piet war der Drache Fauchi als Partner des Moderators im Studio vor Ort. Zusammen mit dem Bären Ted Tatze ergeben sie die drei Maskottchen der Sendung, von denen es eines als Lego-Pokal am Ende der Sendung zu gewinnen gibt.
2006 war 1, 2 oder 3 mit Sondersendungen on Tour. Im Rahmen dieser Folgen wird an ungewöhnlichen, themenspezifischen Orten moderiert, von der Schlittschuhbahn über den Ponyhof bis hin zur Werft, die 1, 2 oder 3-Bühne mitsamt Moderator und Kandidaten schipperte sogar auf einem Ponton durch den Hamburger Hafen.
Seit Anfang 2007 kann jedes Team selbst entscheiden, wann es eine Frage zu seiner Bonusfrage macht: Ist sich eine Mannschaft besonders sicher, die richtige Antwort zu wissen, drückt sie auf ihren Buzzer und setzt so den Piet, den es am Anfang vom Moderator bekommen hat. Springt das Kind dann auf die richtige Antwort, erhält es die doppelte Anzahl an Bällen. Da bei jeder der sieben Fragen nur ein Team seinen Joker setzen darf, sind Schnelligkeit und Kalkül gefragt, da der Joker sonst verfällt. Davor gab es in jeder Sendung eine achte Frage, die Masterfrage, mit der man zwei Bälle erreichen konnte. Seit Januar 2007 wird 1, 2 oder 3 außerdem im Breitbildformat 16:9 gesendet.

## Sendezeit
1, 2 oder 3 wird derzeit sonntagvormittags im ZDF (im Rahmen von ZDFtivi) um 8:35 Uhr und in ORF 1 (im Rahmen von okidoki) um 9:35 Uhr sowie sonntags im KiKA um 17:00 Uhr ausgestrahlt (Stand: April 2019). Seit 2007 wird die Sendung nicht mehr im Schweizer Fernsehen gesendet.

## Jubiläumsfolgen
Am 8. September 2012 zeigte das ZDF zur Hauptsendezeit eine etwa zweistündige Jubiläumsfolge der Show. Es traten jeweils ein Prominenter mit zwei Kindern an. Team Blau: Günther Jauch, Team Rot: Verona Pooth und Team Gelb: Dirk Bach. Moderiert wurde die Show von Jörg Pilawa und Elton. Michael Schanze, erster Moderator der Show, war auch eingeladen. Zusammen mit ihm wurde ein Weltrekord im „Ploppen“ aufgestellt, der sogar ins Guinness-Buch der Rekorde kam.
Eine weitere Jubiläumsshow wurde am 22. Juli 2017 ausgestrahlt. Elton moderierte die Show und diesmal übernahm Steven Gätjen die Co-Moderation. Als prominente Unterstützung waren Mark Forster, Stephanie Stumph und Bülent Ceylan dabei. Zu Gast waren auch Günther Jauch und Helene Fischer.
Zum zehnjährigen Moderations-Jubiläum von Elton gab es eine weitere Jubiläumsshow, die am 6. November 2020 zu sehen war. Prominente Kandidaten und Gäste waren unter anderem Stefanie Heinzmann, Betty Taube, die Ehrlich Brothers sowie Max Mutzke.

## Rezeption
In der Sciencefiction-Parodie (T)Raumschiff Surprise – Periode 1, von Michael Herbig, wird die Sendung zitiert: Käpt’n Kork und Mr. Spuck hüpfen im Transporterraum der Surprise auf den mit den Ziffern 1, 2 und 3 nummerierten Beamfeldern hin und her, und Schrotty sagt: „Ob du gebeamt wirst, oder nicht, sagt dir gleich das Licht“. Das Set der entsprechenden Szene mit Michael Herbig, Rick Kavanian und Christian Tramitz wurde in die Bavaria Film Tour in den Bavaria Filmstudios München integriert.

## Trivia
Nach seinem Wechsel zur ARD moderierte Schanze die Kindershow Telefant. Auch dort war das „Plopp“ sein Markenzeichen. Am 8. September 2012 wurde im ZDF 1, 2 oder 3 – die große Jubiläumsshow ausgestrahlt. Auch Michael Schanze war dabei und ließ es gelegentlich laut und deutlich „ploppen“. Zum Schluss der Sendung sangen alle anwesenden Promis das ursprüngliche Titellied – von Schanze auf dem Klavier begleitet.
Moderator Elton wurde 2020 bei der Aufzeichnung einer Folge von Guido Cantz und seiner Show Verstehen Sie Spaß? reingelegt. Dabei waren einige der teilnehmenden Kinder als Lockvogel aktiv.
Bei den Simpsons gibt es eine Episode mit dem deutschsprachigen Titel Eins, zwei oder drei. Darin treten Lisa und später auch Bart sowie andere Kinder der Grundschule von Springfield in einem „Mathletik“-Wettkampf gegen die finanziell überlegene Grundschule von Waverley Hills an. Während die Teilnehmer aus Springfield in der ersten Runde haushoch verlieren, gewinnen sie die Revanche vor allem dank der eingeführten Waldorfpädagogik.

## Belege
1. 1 2 3  Glenn Riedmeier: „1, 2 oder 3“: Die langlebigste Show Deutschlands feiert 40. Geburtstag. In: fernsehserien.de. 22. Juli 2017, abgerufen am 2. April 2019.
2. ↑  25 Jahre 1, 2 oder 3: Jubiläumsshow, 9. November 2002. In: youtube.com. 22. Mai 2018, abgerufen am 2. April 2019.
3. ↑  Various – KI.KA Hits. Discogs, 2007, abgerufen am 2. April 2019.
4. ↑  Alexander Krei: Raab komponiert neue „1, 2 oder 3“-Titelmusik. DWDL, 11. April 2011, abgerufen am 2. April 2019.
5. ↑  Ren Je Rot met de legendarische Martin Brozius. In: meenjeniet.nl. NostalgieWeb, 11. Januar 2018, archiviert vom Original am 9. Februar 2019; abgerufen am 21. März 2024 (niederländisch). (Angaben für Ren je Rot)
6. ↑  ZDF-Pressemitteilung / Weltrekord für ZDF-Quizshow „1, 2 oder 3“: 25Stunden Dauerquiz in St. Peter-Ording. In: presseportal.de. Abgerufen am 24. Februar 2023.
7. ↑  Webseite zu den Bühnenshows von 1, 2 oder 3 (Memento vom 15. Dezember 2012 im Internet Archive)
8. ↑  ZDFtivi – 1, 2 oder 3 – 1, 2 oder 3 Startseite, abgerufen am 7. Oktober 2014; OKIDOKI, abgerufen am 7. Oktober 2014
9. ↑  (T)Raumschiff Surprise – Periode 1 (teaser #1). In: youtube.com. 6. Mai 2009, abgerufen am 6. Juni 2021.
10. ↑  Eins, zwei oder drei (TABF16) | Staffel 26 | Die Simpsons. Abgerufen am 31. März 2025.